# WordPress
WordPress es un sistema de gestión de contenidos (en inglés: Content Management System o CMS) lanzado el 27 de mayo de 2003, enfocado a la creación de cualquier tipo de página web. Originalmente alcanzó una gran popularidad en la creación de blogs, para luego convertirse en una de las principales herramientas para la creación de páginas web comerciales. 
WordPress está desarrollado en el lenguaje PHP para entornos que ejecuten MySQL, MariaDB y Apache, bajo licencia GPL y es software libre. Sus fundadores son Matt Mullenweg y Mike Little. Los principales desarrolladores son Helen Hou-Sandí, Dion Hulse, Mark Jaquith, Matt Mullenweg, Andrew Ozz y Andrew Nacin. WordPress fue creado a partir del desaparecido b2/cafelog y se ha convertido en el CMS más popular de la blogosfera y en el más popular con respecto a cualquier otro CMS de uso general. 
Las causas de su enorme crecimiento son, entre otras, su licencia GPLv2, su facilidad de uso y sus características como gestor de contenidos.
Aunque la mayor parte de la documentación existente se basa en la utilización del motor de bases de datos MySQL sobre el servidor web Apache, este sistema de gestión de contenidos puede también instalarse en entornos que ejecuten PostgreSQL, MariaDB y Nginx. Otro punto a considerar sobre su éxito y extensión es la enorme comunidad de desarrolladores y diseñadores, encargados de programarlo en su núcleo o creando complementos (llamados plugins) y plantillas (llamadas temas) para la comunidad. Hasta septiembre de 2022 era usado por el 43% de todos los sitios en Internet y un 64,2% de todos los sitios basados en gestores de contenido (CMS).[cita requerida]

## Historia

### Nombre y versiones
El desarrollador principal, Matt Mullenweg, eligió el nombre WordPress por sugerencia de su amiga Christine Selleck. Las versiones lanzadas de WordPress tienen como nombre en clave músicos de jazz como por ejemplo la versión 1.0, «Miles» en homenaje al trompetista de Jazz Miles Davis. La versión 1.5, que fue lanzada a mediados de febrero de 2005, tiene como nombre en clave «Strayhorn» (Billy Strayhorn) y ofreció una gama amplia de nuevas características, como por ejemplo el uso de páginas estáticas.
La versión 5.0, lanzada el 6 de diciembre de 2018, lleva por nombre clave «Bebo» en honor al músico cubano Bebo Valdés y la 5.1 (21 de febrero de 2019) «Betty», por la cantante estadounidense Betty Carter.
El 24 de mayo de 2022 es liberada la versión 6.0 y es llamada «Arturo» como tributo al jazzista mexicano Arturo O'Farril.

### La Fundación WordPress
La Fundación WordPress es propietaria y gestiona la marca registrada «WordPress».
Automattic (juego de palabras entre automatic y Matt), no es la empresa propietaria de WordPress. Es la empresa propietaria del producto llamado WordPress.com, un servicio comercial de alojamiento de webs que utiliza el software libre WordPress, así como plugins y temas, para funcionar.
WordPress facilita la administración de páginas fuera del orden cronológico «normal» del weblog y ha sido el primer paso para transformarse de un software básico de administración de blogs a un completo sistema de administración de contenidos.

### Desarrolladores
Ryan Boren y Matt Mullenweg son los directores de desarrollo. Mullenweg y Mike Little fueron los fundadores del proyecto. Los desarrolladores son:
- Dougal Campbell
- Mark Jaquith
- Donncha Ó Caoimh
- Andy Skelton
- Michel Valdrighi
- Peter Westwood

Aunque la mayor parte del proyecto ha sido desarrollado por la comunidad mundial de voluntarios alrededor de WordPress, aún está, asociado a Automattic, la empresa donde algunos de los principales contribuyentes de WordPress son empleados.
WordPress es desarrollado principalmente por su comunidad, entre los que se cuentan los evaluadores, un grupo de personas que dedican tiempo y esfuerzo voluntariamente para probar cada lanzamiento. Ellos tienen acceso a las versiones aún en desarrollo (conocidas como nightly builds), versiones Beta y versiones candidatas (Release Candidates). Actualizando a estas versiones, pueden encontrar errores e informar de ellos en una lista de correo especial o en el sistema de seguimiento de errores basado en Trac.

### Crecimiento
Su rápido crecimiento hizo que, en tan solo cinco años desde el nacimiento de Wordpress, Automattic recibiera una inversión de casi 30 millones de dólares. En agosto de 2022, existen casi 2 billones de webs creadas en Wordpress, más del 40% de todas las webs del mundo según varias fuentes. También podemos decir que, en la misma fecha, Wordpress se usa en más del 60% de todos los CMS en línea, seguido por Shopify con algo más del 6%. Wordpress es, hasta la fecha, la tecnología más usada en aplicaciones web a nivel mundial, y con una diferencia contundente.

## Características principales
- WordPress nació del deseo de construir un sistema de publicación personal, elegante y con una buena arquitectura («Código es poesía» en inglés: Code is poetry).[8]

- Basado en PHP, MySQL y con licencia GPL, WordPress pone especial atención a la estética, estándares web y usabilidad. En principio, está configurado para usar un blog por sitio o instalación, pero también es posible tener varios blogs con varias o una única base de datos desde la versión 3.0.[9][10]

- Puedes utilizar y modificar WordPress de forma gratuita.

### Estructura
- WordPress, en principio, es un sistema de publicación web basado en entradas ordenadas por fecha; las entradas corresponden a una o más categorías o taxonomías. Además, cuenta con un administrador de páginas estáticas no cronológicas.
- La estructura y diseño visual del sitio depende de un sistema de plantillas independiente del contenido, que pueden tener varias opciones de personalización dependiendo de su autor.
- Bloques con funciones específicas por medio de complementos cuya publicación se realiza por medio de widgets.
- La filosofía de WordPress apuesta decididamente por la elegancia, la sencillez y las recomendaciones del W3C pero depende siempre del tema a usar. TwentyTen, por ejemplo, era el tema predeterminado en el año 2010 y que es válida como (X)HTML Tradicional y CSS.
- Separa el contenido y el diseño en HTML y CSS; aunque, como se ha dicho, depende del tema que se esté usando. No obstante, el código que se intenta generar en las entradas apuesta por esta característica forzando (si así se elige) un marcado correcto.
- La gestión y ejecución corre a cargo del sistema de administración con los complementos (plugins) y widgets que usan los temas.

### Funcionalidades
- Fácil instalación, actualización y personalización.
- Actualización automática del sistema implementada en la versión 2.7.
- Múltiples autores o usuarios, junto con sus roles o perfiles que establecen distintos niveles de permisos (desde la versión 2.0).
- Sitios con varios blogs (a partir de la versión 1.6).
- Capacidad de crear páginas estáticas (a partir de la versión 1.5).
- Permite ordenar artículos y páginas estáticas en categorías, subcategorías y etiquetas.
- Cuatro estados por entrada:Publicado, Borrador, Esperando revisión (nuevo en WordPress 2.3) y Privado (solo usuarios registrados), además de uno adicional: Protegido con contraseña.
- Editor WYSIWYG (por sus siglas en inglés, «lo que ves es lo que tienes»), desde la versión 2.0.
- Publicación mediante correo electrónico.
- Importación desde Blogger, Blogware, Dotclear, Greymatter, Livejournal, Movable Type y Typepad, Textpattern y desde cualquier fuente RSS. Se está trabajando para poder importar desde pMachine y Nucleus además de la importación a través de scripts o directamente de base de datos.
- Guardado automático temporizado del artículo como borrador (a partir de la versión 2.2).
- Permite comentarios y herramientas de comunicación entre blogs (Trackback, Pingback, etc).
- Admite el uso de permalinks (enlaces permanentes y fáciles de recordar).
- Distribución de los artículos mediante RDF, RSS 0.92, RSS 2.0 y Atom 1.0.
- Distribución de los comentarios (mediante RSS 2.0 y ATOM 1.0).
- Gestión y distribución de enlaces.
- Subida y gestión de datos adjuntos y archivos multimedia.
- Admite complementos (versión 1.5).
- Admite plantillas y widgets.
- Búsqueda integrada en entradas y páginas estáticas, y widget predeterminado para la búsqueda integrada de Google desde la versión 2.5.[11]
- Integración:
  - bbPress, sistema de foros de los mismos creadores, se integra automáticamente con WordPress.
  - Integración con el foro Vanilla de Lussumo factible, al menos hasta la versión 2.2 no inclusive.
  - Sistema de creación de temas ( no plantillas), que permiten al usuario activar o desactivar una u otra según deseen para sus sitios.

### Compatibilidad
Wordpress logra ser compatible con PHP 8.2 el 9 de diciembre del 2022.

### Multisitio
WordPress admite un sitio por instalación, pero gracias a extender el sitio por medio de complementos específicos es fácil administrar y configurar múltiples sitios desde una sola instalación. Esta característica está implementada en el núcleo de WordPress desde la versión 3.0.5.
Luego de habilitarse la opción de Multisitio, se crea una red (WordPress Network)  por lo que podrán administrarse varios sitios dentro de una misma instalación de WordPress, compartiendo temas, plantillas, plugins y dominio. Se puede acceder a cada sitio dentro de un subdirectorio o subdominio del dominio principal.

### Temas (themes)
Los temas de WordPress son un conjunto de plantillas de diseño que sirven para establecer la apariencia y estructura de tu blog.
Hay una gran comunidad oficial, formada tanto por profesionales, como por usuarios, dedicada al diseño de estos temas que se suelen listar en el sitio oficial de WordPress una vez han sido comprobadas y aprobadas oficialmente. Aunque la filosofía de WordPress apuesta por un marcado válido según las directrices del W3C, las posibilidades de este sistema, tanto a nivel de diseño, estructura o gestión, y la flexibilidad del sistema de plantillas y widgets en concreto, son enormes y prácticamente permiten tener desde un blog hasta un CMS personalizado, pudiendo crear hoy en día, cualquier tipo de sitio web, e incluso tiendas en línea (haciendo uso del plugin WooCommerce) .

### Widgets
Los widgets son aplicaciones sencillas que se pueden instalar y ejecutar en una página web. WordPress incorpora un sistema de widgets para sus plantillas desde la versión 2.2 que ofrece numerosas posibilidades y flexibilidad para el diseño y estructura de sus blogs. Si bien son sumamente útiles, no todas las plantillas lo soportan.

### Plugins
Hay un gran número de complementos que potencian el uso de WordPress más allá de un simple blog, y que lo hacen un sistema flexible y prácticamente de propósito general. Conocidos como plugins, son herramientas que extienden la funcionalidad del WordPress. Los hay gratuitos y de pago, y los comprobados y aprobados por WordPress se encuentran listados en la página oficial de plugins de WordPress. Los plugins de WordPress se incorporaron en la versión 1.6.
Para instalar un plugin se deben tener en cuenta principalmente tres consideraciones para asegurarse que realmente se están usando los mejores plugins de WordPress:
1. Compatibilidad con la versión de WordPress utilizada
2. Número alto de instalaciones activas y de reseñas positivas
3. Actualizaciones frecuentes para evitar vulnerabilidades que puedan afectar al sitio web

Es importante mantener actualizados los plugins de WordPress para solventar cualquier falla de seguridad previamente detectada y atendida por los desarrolladores de cada plugin.

## Versiones

### Iniciales
- 1.0  La primera versión final de WordPress se lanzó oficialmente el 3 de enero de 2004, se le llamó «Miles» por el músico de jazz Miles Davis.

### Rama 2.x
Desde el lanzamiento de WordPress 2.1, se empezó a usar la versión 4.1 de MySQL mientras que WordPress 2.0 usa MySQL 3. Con las nuevas versiones 2.x, el equipo de WordPress analizó los servicios de alojamiento web vigentes y concretaron que todavía muchos de estos servicios no admitían MySQL 4. Así, se decidió seguir dando soporte de WordPress 2.0 (actualizaciones de seguridad) hasta 2010, cuando se esperaban que todos los servicios de alojamiento web comenzaran a ofrecer MySQL 4 y 5.
Además, está la obsolescencia de PHP4 en 2008, lo que provoca que las nuevas versiones de WordPress se diseñaran basándose en la versión 5, aunque mantenían la compatibilidad inversa (y el soporte de la rama 2.0) en iguales circunstancias que con MySQL.
- 2.0 (Duke), la versión de WordPress, denominada «dukingiritutu» por el músico Duke Ellington y lanzada el 31 de diciembre de 2005, fue (después de la versión 2.5) realmente el desarrollo más innovador y con más cambios, o al menos de más impacto, hasta esa fecha. Incluía el editor WYSIWIG «TinyMCE», la subida de adjuntos e imágenes, gestión de roles o perfiles de usuarios, caché persistente de contenidos, soporte de diferentes versiones para la base de datos y copia de seguridad de esta, el complemento antispam Akismet (también de Automattic), vista previa de entradas y algunas funciones AJAX, entre otras.[17]
  - 2.0.12: La rama 2.0.x adquiere soporte oficial, esta versión incluye arreglos de seguridad, mejoras y estética para la rama 2.0.

- 2.2 (Getz), versión de WordPress llamada «Getz» en honor al saxofonista Stan Getz. Esta versión fue lanzada el día 16 de mayo de 2007 e incluye 200 actualizaciones de errores. Su funcionalidad más notable añadida es la integración de widgets.[18]

- 2.3 (Dexter), la versión llamada «Dexter», en honor al saxofonista Dexter Gordon, fue lanzada oficialmente el 24 de septiembre de 2007.[19]

- 2.4, versión cancelada en enero de 2008 para pasar a la versión 2.5. Se canceló por diversos motivos, pero principalmente por los fallos y retraso en el demasiado rápido desarrollo del nuevo panel (dashboard), y que fue reescrito para la versión 2.5.[20]

- 2.5 (Brecker), llamada «Brecker» en honor al saxofonista Michael Brecker y que salió oficialmente el 29 de marzo de 2008. Esta versión fue un nuevo punto de inflexión en el desarrollo de WordPress con especial énfasis en la mejora del panel de administración de WordPress. Se mejoró el aspecto visual y la usabilidad de la administración, en especial añadiendo funciones AJAX que, en general, mejoraban todo el tablero y en concreto: la gestión de adjuntos y archivos multimedia, de etiquetas, categorías y enlaces, guardado automático de borradores por tiempo, sistema automático de actualización de plugins, mejora del sistema de widgets para plantillas... También fue importante el añadido de la API para «Shortcode»,  que permite ejecutar código en las entradas sin el uso directo de incrustación PHP, soporte para el servicio Gravatar en comentarios y generación automática de galerías de imágenes sobre los adjuntos.[21][22]

- 2.5.1,versión de mejora en seguridad y corrección de bugs lanzada el 25 de abril de 2008.

- 2.6 (Tyner), llamada «Tyner» en honor al pianista de jazz McCoy Tyner y que es lanzada el 15 de julio de 2008.[24]

La versión Tyner, introduce (según el blog de desarrollo) nuevas mejoras que potencian el uso de WordPress como CMS. Por ejemplo la gestión de revisiones y versiones de las entradas (diff) al estilo tradicional de las wikis, la posibilidad de sacar del árbol web directorios y archivos sensibles, soporte completo a SSL, nuevas versiones de algunas de sus bibliotecas incluidas tales como jQuery y jQuery UI (1.5.1) o TinyMCE, mejora y añadido de plugins como «WordPress Video», pre visualización de plantillas en administración, campos extra para perfiles de usuario (hasta ahora mediante plugins) o la posibilidad de establecer varias subcategorías, entre otras nuevas funciones y, según la noticia oficial, correcciones sobre 194 errores.
- 2.6.2 Parche dirigido prácticamente en exclusiva a solucionar vulnerabilidades en el registro de usuarios, relacionadas con la generación aleatoria de contraseñas y el posible reseteo de las mismas para otros usuarios. Afecta por lo tanto solo a sistemas con el registro de usuarios habilitado.
- 2.6.3 Parche dirigido para solucionar una vulnerabilidad de bajo riesgo en la biblioteca Snoopy, la cual se utiliza para mostrar los feeds en el Tablero.

- 2.7 (Coltrane) Llamada «Coltrane», en honor al saxofonista John Coltrane, y que es lanzada el 10 de diciembre de 2008. Esta versión incorpora, sobre todo, una nueva y muy esperada interfaz gráfica (1.0) con, también nuevas, mejoras AJAX, corrección de algunos fallos en la actual y, en especial, el cambio, tanto de ubicación como en relación con la usabilidad, del menú general superior a la parte izquierda de la pantalla. El nuevo menú posibilita el acceso a cualquier sección sin importar la profundidad de las subsecciones gracias a la implementación de AJAX para hacerlo extensible. Además, otro aspecto muy esperado, es la implantación del sistema de actualización automática para el sistema en general y que está basado, como en otras ocasiones ya se ha hecho, en el plugin independiente que ya había. Se acaba de implementar el sistema de cookies sobre HTTP en exclusiva, el añadido de adjuntos sin la necesidad de guardarlos como entradas, explorador de archivos para plugins, edición en línea (no desde el tablero), la documentación PHPDoc estará disponible y se incluyen funcionalidades para «arrastrar y soltar» elementos en el Tablero, entre otros. Como es habitual se corrige otro gran número de bugs en relación sobre todo a la interfaz y su funcionalidad respecto a navegadores, localizaciones, etc, así como sobre el código del sistema y validaciones varias.[27]

- 2.7.1 Arregla más de 60 errores menores, y que es lanzada el 10 de febrero de 2009.

- 2.8 (Baker). Llamada «Baker» en honor al trompetista Chet Baker. La versión 2.8 incluye características enfocadas a usuarios avanzados, como el nuevo editor de código CodePress que, a diferencia del anterior editor, resalta el código dependiendo del lenguaje que se está usando. Otra nueva característica que se incluye es la instalación de plantillas vía web, similar a la instalación de plugins vía web insertada en la versión 2.7

- 2.8.6: Se liberó el 12 de noviembre de 2009.

- 2.9 (Carmen): Llamada «Carmen» en honor a la cantante y pianista Carmen McRae. Permite hacer ediciones en imágenes (Rotar, voltear, recortar), incrustación de multimedia (sin necesidad de código embed), así como un sistema de papelera para almacenar los comentarios y artículos eliminados, entre otros.[28]

- 2.9.1: Esta revisión soluciona los fallos encontrados en la versión 2.9.
- 2.9.2: Esta revisión soluciona un fallo de seguridad que permite obtener los resultado de la papelera. Además soluciona otros fallos encontrados en la versión 2.9.1

### Rama 3.x
- 3.0: Fusiona WordPress con «WordPress Mu» para dar soporte multiblogging por defecto. Añade los tipos de entradas personalizadas (custom post types o CPTs) y las taxonomías personalizada (custom taxonomies). Se añade una interfaz avanzada para gestionar los menús y las actualizaciones de plugins pueden realizarse en masa.
- 3.1: Esta versión, la número 14, fue lanzada el 22 de febrero de 2011 y se llama Django Reinhardt en honor al Jazzista. Las novedades principales de esta versión son:[29]

- Enlaces internos: con un clic en el nuevo botón para enlaces internos podrás buscar una entrada o revisar el contenido existente para enlazarlo.
- Barra de admin: contiene varios enlaces para acceder a diversas pantallas de administración. Por defecto, la barra de admin se muestra cuando un usuario ha accedido y está visitando el sitio, y no se muestra en las pantallas de administración en las instalaciones simples (sin multisitio activado). Para las instalaciones con multisitio se muestra tanto cuando estás visitando el sitio como en las pantallas de administración.
- Mejoras en la interfaz de escritura: los nuevos usuarios de WordPress encontrarán la pantalla de escritura mucho más limpia que antes, con la mayoría de las opciones ocultas por defecto. (puedes hacer clic en Opciones de pantalla de la parte superior para volverlas a mostrar).
- Formatos de entrada: la información de los formatos pueden usarla los temas para personalizar la presentación de una entrada. Tienes más información en Formatos de entrada (en inglés todavía).
- Administrador de la red: se han movido los menús del Super administrador y las páginas relacionadas de la pantalla de admin habitual a la nueva Pantalla de administrador de la red.
- Pantallas de administración en modo de lista: puedes ordenar las columnas de las pantallas con listados (páginas, entradas, comentarios, etc) para mejorar la paginación.
- Mejoras del exportador/importador: hay muchos cambios en la información del autor, mejora en el manejo de taxonomías y términos, soporte correcto de menús de navegación, etc.
- Mejoras en el tipo de contenido personalizado: permite a los desarrolladores crear páginas de archivo y disponer de más controles de las capacidades y mejores menús.
- Consultas avanzadas: permite a los desarrolladores realizar consultas múltiples de taxonomías y campos personalizados.
- Un esquema de color azul para la administración más fresco que centra la atención en tu contenido.

- 3.2: Esta versión, la número 15, fue lanzada el 4 de julio de 2011 y se llama Gershwin en honor al compositor y pianista George Gershwin. Las novedades principales de esta versión son:[30]

- Nueva interfaz de administración: se ha repintado la interfaz de administración, dando un aspecto más fluido, nuevos iconos, y nuevo diseño de la barra lateral.
- TinyMCE actualizado: el editor de entradas y páginas ha sido revisado y acomodado dando un aspecto más minimalista.
- Escritura sin distracciones: nuevos botones, interfaz más minimalista. Para que así al escribir no haya más distracciones. Agregada una opción de Pantalla Completa.
- Mejoras de velocidad: mejoras en la velocidad y lectura del PHP.
- Mejoras en la API de listado de tablas: más flexibilidad para uso de la API por parte de terceros.
- PHP 5.2.4 o superior obligatorio.
- MySQL 5 obligatorio.
- No más soporte para Internet Explorer 6: y da una alerta para que actualices a otro navegador.
- Nuevo tema por defecto: hace su aparición «Twenty Eleven (2011)» como tema predeterminado en la instalación de WordPress. Incluye una imagen de cabecera.
- Página de Crédito: créditos de cada desarrollador de WordPress que haya participado en esta versión.

- 3.2.1: Revisión de problemas de incompatibilidad con JSON y ajustes en el Escritorio y el Twenty Eleven:[31]

- 3.3: Esta versión, la número 16, fue lanzada el 12 de diciembre de 2011 y se llama Sonny. Las novedades principales de esta versión son:

- Carga de archivos más rápida: permite arrastrar y soltar para cargar archivos, y se admiten los formatos.7z y.rar.
- Barra lateral del escritorio: menús flotantes, diseño adaptable a otras interfaces.
- Bienvenida al escritorio: se te da la bienvenida al WordPress 3.3 y te muestran las novedades.
- Muestra de novedades: a medida que se edita algo salen pequeñas burbujas de texto con la información que fue editada en la versión.
- Co-edición mejorada: ahora solo se muestra si de verdad están editando la entrada que tú quieres editar.
- Importa desde Tumblr.
- Mejores widgets.
- Actualizado jQuery a la versión 1.7.1: agregado jQuery UI.
- Más flexibilidad en enlaces permanentes: más libertad a la hora de elegir la estructura de tus enlaces permanentes.

- 3.3.1: Revisión de seguridad lanzada el 4 de enero de 2012, entre los cambios importantes:
  - Límite máximo de 50 MB en multisitios.
  - Solución a wp_print_styles(), que provocaba que hubiese estilos y scripts que se mezclaran en la zona de administración.
  - Ahora se muestra correctamente $userdata.
  - Los usuarios con la capacidad de listar usuarios podían cambiar a un Administrador a Suscriptor

- 3.5: 11 de diciembre de 2012. Algunas mejoras de esta versión son:

- Mejora de la librería multimedia.
- Creación de un asistente para personalizar los temas.

- 3.6:De nombre clave «Oscar» fue lanzada el 1 de agosto de 2013, algunas de las mejoras que presenta son:[32]
  - Nuevo tema «Twenty Thirteen».
  - Mejoras en la sección de administración:
    - Cambios en la interfaz de modelos de entradas.
    - Interfaz de menús actualizada.
    - Nuevo visor de revisiones y guardado automático de entradas.
    - Bloqueo de entradas.

  - Visualizador de vídeos HTML5.

- 3.6.1: 11 de septiembre de 2013 (actualizaciones de seguridad)
- 3.7: De nombre clave «Basie», fue lanzada el 24 de octubre de 2013; se destacan las siguientes características:[33]
  - Actualizaciones automáticas en segundo plano.

- Nuevo sistema de comprobación de contraseñas.

- Mejoras en el buscador.

- 3.8: De nombre clave «Parker», fue lanzada el 12 de diciembre de 2013; se destacan las siguientes características:[34]
  - Lanzamiento de un nuevo tema Twenty Fourteen.
  - 8 nuevos colores para la administración de WordPress.
  - Interfaz de administración, adaptada a todos los dispositivos.
- 3.9: De nombre clave «Smith», fue lanzada el 16 de abril de 2014; se destacan las siguientes características:[35]
  - Mejora en la edición de imágenes.
  - Mejora en el buscador de temas
  - Añadidas listas de reproducción de audios y vídeos.

### Rama 4.x
- 4.0: De nombre clave «Benny», fue lanzada el 4 de septiembre de 2014, en homenaje al clarinetista de jazz Benny Goodman; se destacan las siguientes características:[36]
  - Mejora en la edición de imágenes y nueva vista previa detallada.
  - Mejora en la incrustación de vídeos.
  - Mejora en el Editor para ajustarse a tu contenido.
  - Mejora en la búsqueda de plugins.
  - Mejora en el soporte a diferentes idiomas.

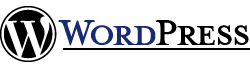

- 4.1: La versión 4.1 de WordPress, de nombre clave “Dinah” en honor a la cantante de jazz Dinah Washington, nos presenta algunas novedades:[37]
  - Instalación de idiomas automática.
  - Nueva interfaz para la instalación de plantillas y plugins.
  - Mejoras en la gestión de los archivos multimedia desde los dispositivos móviles.
  - Mejoras en los menús desplegables de usuario y entradas.
- 4.2: De nombre clave «Powell», en honor a Bud Powell.[38]
- 4.3: Denominada Billie en nombre de la cantante de jazz Billie Holiday con los siguientes cambios:[39]
  - Vista de Menús es la opción de personalización de apariencia
  - Atajos de teclado para el editor visual Títulos (##) listas (-) y Citas (>) en el editor visual
  - Personalización del fav.ico del sitio
  - Despliegue de nivel de fortaleza de contraseña
  - Capacidad de apagar comentarios en páginas
- 4.4: Denominada Clifford, en honor a Clifford Brown. Incluye mejoras en la inserción de enlaces e imágenes, además de un nuevo tema, Twenty Sixteen Theme.
- 4.5: Denominada Coleman, en honor a Ornette Coleman. Incluye enlazado interno, atajos de formato y vistas previas responsivas.
- 4.6: Denominada Pepper, en honor a Park Adams III. Incluye mejoras en el modo de recuperación del editor, prerregistro de widgets, mejoras en las peticiones HTTP.
- 4.7: Denominada Vaughan, en honor a Sarah Vaughan. Nuevo tema Twenty Seventeen, mejora de la construcción de menús, mayor seguridad de entradas y páginas protegidas.
- 4.8: Denominada Evans, en honor a Bill Evans. Incluye nuevos Widgets de imagen, video, audio y texto enriquecido. Avisos de los eventos de WordPress y mejor adaptación del personalizador en pantallas grandes.
- 4.9: Denominada Tipton, en honor al músico de Jazz Billy Tipton. Se lanzó públicamente el 15 de noviembre de 2017. Mejoras diversas funciones con un código más fluido.
- 4.91: Se publicó el 29 de noviembre de 2017 con importantes mejoras de seguridad y mantenimiento. WordPress 4.91

### Rama 5.x
- 5.0: Llega Gutenberg y su modelo de bloques.
- 5.1: Versión con Gutenberg.
- 5.2: Denominada Jaco, en honor al revolucionario bajista de jazz Jaco Pastorius es la versión actual cuenta con Gutenberg y nuevas características que hacen que sea más fácil arreglar el sitio WEB si algo sale mal.
- 5.3: Denominada Kirk, pulir las interacciones actuales de los usuarios y hacer que las interfaces de usuario sean más fáciles de usar. Nuevo tema por defecto "Twenty Twenty", fue diseñado por Anders Norén.
- 5.4: Denominada Aderley,[40] se han añadido bloques de iconos y botones sociales, se ha mejorado la personalización de los bloques y la interfaz de usuario, se han añadido funciones para la exportación de datos personales, campos personalizados para elementos de menú y mejoras en los bloques para desarrolladores.
- 5.5: Denominada Eckstine,[41] se han añadido imágenes de carga lenta, mapas de sitio XML por defecto, actualizaciones automáticas de plugins y temas, y mejoras en el editor de bloques.
- 5.6: Denominada Simone,[42] nuevo tema predeterminado "Twenty Twenty-One", mejoras en Gutenberg, actualizaciones automáticas para las versiones del núcleo, mayor compatibilidad con PHP 8, contraseñas de aplicaciones para la autenticación de la API REST, accesibilidad mejorada.
- 5.7: Denominada Esperanza (09.03.2021),[43] El nuevo editor es más fácil de usar, hace más cosas sin escribir código personalizado, paleta de colores por defecto más simple, de HTTP a HTTPS en un solo clic, nueva API Robots, lazy-load tus iframes y limpieza en curso después de la actualización a jQuery 3.5.1.
- 5.8: Denominada Tatum (20.07.2021),[44] Widgets de bloque, bloques de bucle de consulta, temas de bloque, vista de lista, transformaciones de patrones, Duotone, nuevo archivo theme.json, eliminación de la compatibilidad con IE11, compatibilidad con imágenes WebP, nuevas banderas de compatibilidad con bloques.
- 5.9: Denominada Josephine (25.01.2022),[45] Nuevo tema predeterminado "Twenty Twenty-Two", nueva función de administración de WordPress Editor del sitio, temas de bloque gestionables a través del Editor del sitio, nuevo bloque de navegación, controles de bloque mejorados, directorio de patrones, vista de lista, bloque de galería refactorizado, compatibilidad con temas hijo Theme.json, bloqueo a nivel de bloque, múltiples hojas de estilo por bloque.

### Rama 6.X
- 6.0: Denominada Arturo (24.05.2022),[46] Mejoras de escritura de Gutenberg, múltiples variaciones de estilo y opciones de plantilla ampliadas para temas de bloques, patrones integrados, herramientas de diseño adicionales, selecciones de bloques múltiples desde la vista de lista, bloqueo de bloques y varias mejoras de rendimiento y accesibilidad.
- 6.1: Denominada Misha (01.11.2022),[47] Mejoras de escritura en Gutenberg, herramientas de diseño para una mayor coherencia y control, diseños más limpios y visualización de la configuración del documento, gestión de menús, tipografía fluida, marcadores de posición de bloque mejorados y preajustes de espaciado.
- 6.2: Denominada Dolphy (29.03.2023),[48] en honor al Eric Dolphy, saxofonista estadounidense de jazz. Mejoras de escritura en Gutenberg, integración de OpenVerse, nuevo WordPress Style Book, Sticky Navigation y un Block Pattern Inserter.
- 6.3: Denominada Lionel (08.08.2023),[49] en honor a Lionel Hampton, célebre artista de jazz estadounidense. Hampton, prolífico vibrafonista, pianista y percusionista de jazz.
- 6.4: Denominada Shirley (07.11.2023),[50] en honor a  Shirley Horn, célebre artista de jazz estadounidense. Nuevo tema predeterminado "Twenty Twenty-Four", mejoras en la escritura, paleta de comandos mejorada, filtrado avanzado de patrones, herramientas de diseño de bloques ampliadas, funciones de lightbox de imágenes, cambio de nombre de bloques de grupo, previsualización de imágenes en la vista de lista, exportación de patrones personalizados como archivos JSON, nueva función de ganchos de bloque y diversas mejoras de rendimiento y accesibilidad.
- 6.4.1: Esta versión menor incluye cuatro correcciones de errores.[51]
- 6.4.2: Esta versión menor incluye siete correcciones de errores del núcleo y una mejora de seguridad. [52]
- 6.4.3: Esta versión de seguridad y mantenimiento (30.01.2024) incluye 5 correcciones de errores en el núcleo, 16 correcciones de errores en el editor de bloques y 2 correcciones de seguridad.[53]
- 6.5: Denominada Regina (02.04.2024), inspirada en la célebre violinista de jazz Regina Carter.[54]
- 6.5.2: Esta versión de seguridad y mantenimiento (09.04.2024) incluye 2 correcciones de errores en el núcleo, 12 correcciones de errores en el editor de bloques y 1 corrección de seguridad.[55]
- 6.5.4: Esta versión menor incluye cinco correcciones de errores en Wordpress Core.[56]

### WordPress para iPhone
El 11 de julio de 2008, con el lanzamiento de iTunes App Store por Apple Inc., WordPress también lanzó su primera aplicación nativa para iPhone y iPod Touch. La aplicación WordPress tiene todas las características que tiene el panel de administración de WordPress. Esta aplicación funciona para todos los blogs en WordPress.com y alojamientos propios en WordPress 2.9 o superior.

## Instalación
Un blog WordPress se puede crear de dos maneras básicas que los usuarios suelen confundir con frecuencia:
1. Como servicio en la nube gratuito: aquí, el blog será hospedado por la misma empresa creadora de WordPress, Automattic. En este caso se habla de un blog WordPress.com y crear el blog es similar a crear una cuenta en cualquier otro servicio en la nube como lo podría ser un servicio de correo electrónico. Estos blogs se reconocen fácilmente porque, salvo que el usuario haya contratado un dominio propio, la mayoría de ellos tendrán un dominio gratuito del tipo nombre-blog.wordpress.com.
2. Como una instalación propia: en este caso se habla de WordPress.org y el usuario se ha de hacer cargo de la instalación del blog en su servicio de alojamiento web. Esto quiere decir que el usuario ha de descargarse la aplicación de la web, instalarla en su hosting y configurar el blog para tenerlo operativo o elegir la opción de auto instalación, en muy pocos pasos, que algunos alojamientos especializados en WordPress ofrecen. Además, ha de hacer el mantenimiento del mismo (instalar actualizaciones, etc.) y elegir un hosting que soporte Wordpress (que cuente con PHP, bases de datos MySQL y las versiones mínimas que exige WordPress de estas tecnologías).

Según la variante de WordPress en cuestión, Automattic dispone de dos sitios web diferentes para estas dos variantes, dedicados cada uno de ellos específicamente a cada caso: wordpress.com y wordpress.org. Debido a que, a pesar de ser la misma aplicación, se trata de dos planteamientos radicalmente diferentes, Automattic diferencia estas webs claramente, como si se tratase de aplicaciones diferentes.
A nivel funcional es importante saber que un blog WordPress.com es más fácil de crear, pero también cuenta con importantes limitaciones con respecto a WordPress.org, principalmente la imposibilidad de instalar plugins y una limitación con el número de los temas (plantillas de diseño) disponibles.
Una tercera manera de instalar WordPress es una instalación de desarrollo en un ordenador local:
- GNU/Linux: resulta el entorno natural puesto que ya disponen de manera nativa de las tecnologías necesarias: Apache, MySQL y PHP.
- Windows: actualmente existe la posibilidad de poder instalar WordPress en un ordenador Windows de una forma sencilla y rápida con Microsoft Web Platform Installer o a través de programas como XAMPP, WAMP o AppServ.
- Mac OS: WordPress se puede instalar también en Mac OS, para ello existen versiones específicas de los programas anteriores. También la alternativa más usada por los usuarios de Mac OS es MAMP.

## Copia de seguridad
Uno de los puntos más criticados de WordPress es la seguridad, por lo que realizar copias de seguridad se convierte en algo necesario. Estas copias de seguridad dan la opción de, en caso de perder la funcionalidad del sitio WordPress, dañarse sus archivos u otras circunstancias, recuperar íntegramente el sitio justo como estaba en el momento de realizar la copia de seguridad mencionada.
Entre otras opciones para realizar una copia de seguridad, existen componentes como XCloner o Duplicator, que permiten crear dicha copia.

## Premios
- En 2007 ganó el premio al mejor CMS de Software Libre otorgado por la editora Pack[59]
- En 2009 ganó el premio al mejor CMS otorgado por la editora Pack.[59]
- En 2016 ganó el premio al mejor CMS otorgado por el popular sitio W3Techs.[60]

## Temas visuales auspiciados
El 20 de julio de 2007, siguiendo a una discusión en el foro de ideas de WordPress y una publicación de Mark Ghosh en su blog Weblogs Tools Collection, Matt Mullenweng anunció que el directorio de temas oficial de WordPress no alojaría temas visuales conteniendo enlaces patrocinados. Aunque este movimiento fue criticado por los diseñadores y usuarios de temas patrocinados, fue aplaudido por algunos usuarios de WordPress que consideraban a dichos temas como spam. El directorio de temas de WordPress dejó de aceptar cualquier nuevo tema, incluyendo aquellos sin enlaces patrocinados, tiempo después de que el anuncio fue realizado. Irónicamente, el cierre del sitio oficial y su consecuente falta de temas actualizados generó que varias personas descargaran temas de sitios no oficiales que insertaban sus propios enlaces de spam en todos los temas descargados desde dichos sitios.
El 18 de julio de 2008, un nuevo directorio de temas fue abierto. Fue diseñado con los mismos lineamientos que el directorio de plugins (extensiones). Cualquier tema que sea colgado puede ser vetado en principio por un programa automatizado y luego por un humano.

## Seguridad
Aunque WordPress es una tecnología robusta en cuanto a seguridad, el hecho de que sea la más usada en desarrollo web provoca que también sea una de las más atacadas. Esto es más por estadística que por otro motivo. Pero la flexibilidad que nos da WordPress también nos facilita la implementación de capas de seguridad extra, siempre y cuando dispongamos de los conocimientos suficientes. Por ejemplo, para evitar bots malintencionados podremos añadir un ReCAPTCHA en los formularios de acceso de nuestra web hecha en WordPress.

## Vulnerabilidades
- La página web BlogSecurity mantuvo en línea (diciembre 2012) una lista de vulnerabilidades descubiertas hasta el año 2007.[66]
- En enero de 2007, muchos sitios reconocidos de blogs relacionados con optimización de búsquedas (Search engine optimization, SEO), así como muchos blogs comerciales de menor importancia y que utilizaban AdSense fueron objetivo de ataques con un exploit (pieza de código que explota una vulnerabilidad).[67]
- Una vulnerabilidad en uno de los servidores web del proyecto WordPress permitió a un atacante introducir código con vulnerabilidades en forma de una puerta trasera (en inglés: backdoor) para algunas descargas de WordPress 2.1.1. El lanzamiento de la versión 2.1.2 superó este incidente; una advertencia enviada a tiempo aconsejó a todos los usuarios actualizar inmediatamente.[68]
- En mayo de 2007, un estudio aplicado en 50 blogs reveló que el 98 % eran vulnerables a ataques.[69]
- En una entrevista en junio de 2007, Stefen Esser, el fundador del PHP Security Response Team, criticó el registro de seguridad de WordPress, citando problemas con la arquitectura de la aplicación que hacían innecesariamente difícil escribir código que sea seguro frente a vulnerabilidades de inyección SQL, así como otros problemas.[70]
- En junio de 2013, se descubrió que algunos de los 50 plugins de WordPress más descargados eran vulnerables a ataques web comunes como la inyección SQL y XSS. Una inspección separada de los 10 principales plugins de comercio electrónico mostró que siete de ellos eran vulnerables.[71] En un esfuerzo por promover una mayor seguridad y agilizar la experiencia de actualización en general, se introdujeron actualizaciones automáticas en segundo plano en WordPress 3.7.[72]
- En enero de 2017, los auditores de seguridad de Sucuri identificaron una vulnerabilidad en la API REST de WordPress que permitiría a cualquier usuario no autenticado modificar cualquier entrada o página dentro de un sitio que ejecute WordPress 4.7 o superior. Los auditores notificaron discretamente a los desarrolladores de WordPress, y en seis días WordPress publicó un parche de alta prioridad para la versión 4.7.2, que solucionaba el problema.[73][74]

Algunas de estas vulnerabilidades pueden ser solucionadas con una correcta configuración del fichero .htaccess para instalaciones Apache o en el fichero web config para instalaciones con IIS; Configuraciones más complejas, incluyendo el uso de autenticación de múltiples factores con herramientas de terceros, seguidas de una constante rutina estructurada, garantizan un funcionamiento satisfactorio a nivel de seguridad en WordPress.[cita requerida]

## Conferencias
Cada año desde 2006, se organizan conferencias en todo el mundo llamadas WordCamp, donde se presentan y discuten las nuevas tendencias en las áreas relacionadas con WordPress. En los WordCamps se habla desde cómo utilizar la plataforma, hasta el desarrollo de temas, widgets y complementos, etc. Los eventos están abiertos al público y en ocasiones la entrada tiene un costo. En Latinoamérica se han realizado WordCamp en Argentina, Brasil, Chile, Colombia, Costa Rica, México, Nicaragua, Perú y Puerto Rico, por nombrar solo algunos.